# Nguyễn Cửu Kiều
Nguyễn Cửu Kiều (阮久蕎, 1559–1656) là một danh tướng dười thời chúa Nguyễn trong giai đoạn Trịnh-Nguyễn phân tranh.

## Xuất thân
Theo sách “Đại Nam liệt truyện tiền biên” thì tướng Nguyễn Cửu Kiều sinh năm 1559, người huyện Tống Sơn (nay là Hà Trung, sử nhà Nguyễn gọi là “quý huyện”, do đây cũng là quê hương của các chúa Nguyễn), tỉnh Thanh Hóa. Cha của ông tên là Quảng, làm quan nhà Lê đến chức Điện tiền Đô kiểm điểm Quận công. Dòng dõi Nguyễn Cửu Kiều vốn được ban họ chúa (quốc tính) là Nguyễn Phúc, đến năm Minh Mạng thứ nhất (1820), để tưởng thưởng công trạng của công thần, vua ban “cho con cháu công thần quốc sơ là Nguyễn Phúc Kiều làm họ Nguyễn Cửu” (gọi là Công tính).

## Sự nghiệp
Nhận thấy chúa Trịnh không theo đạo vua tôi, lấn át vua Lê, nên Cửu Kiều có ý định vào nam với chúa Nguyễn. Bấy giờ có Công nữ Ngọc Tú biết được ý định của Cửu Kiều, bí mật đưa thư và ấn báu cho Cửu Kiều, bảo ông vào nam giúp chúa Sãi.
Năm 1623, Nguyễn Cửu Kiều từ Đông Đô (Thăng Long), nhận mật thư và bảo ấn do chính phi của chúa Trịnh Tráng là Nguyễn Thị Ngọc Tú (con gái chúa Nguyễn Hoàng) giao cho, giả là người đi chọi gà vào Nam theo chúa Nguyễn Phúc Nguyên. Đại Nam liệt truyện có đoạn:
Hi Tông Hoàng Đế năm thứ 10, Quý Hợi (1623), Kiều từ Đông đô nhận mật thư và bảo ấn do Trịnh Phi là Ngọc Tú giao cho, giả là người đi chọi gà vào Nam. Chúa Trịnh biết, cho người đuổi theo. Kiều đến sông Gianh, không có thuyền mà lính bên Trịnh đuổi theo gần đến nơi. Kiều mật khấn rằng: "Sông nếu có thần thiêng thì giúp cho ta qua sông, đừng để giặc bắt". Chợt thấy có một con trâu nằm ở bờ sông, Kiều bèn cưỡi trâu sang sông. Lên đến bờ sông bên này không thấy trâu đâu nữa.
Đến Quảng Bình, nhờ tướng Nguyễn là Nguyễn Hữu Dật tiến cử ra mắt chúa Nguyễn Phúc Nguyên, dâng mật thư và bảo ấn. Chúa Nguyễn mừng quá, cho Cửu Kiều làm Đội trưởng, quản thuyền Mã cơ, sau thăng làm Cai đội thuyền Trung đạo, được gả công chúa thứ ba là Ngọc Đỉnh, rồi thăng đến chức Chưởng cơ.
Năm 1633, Kiều ra làm Trấn thủ Quảng Bình. Mùa đông năm ấy, quân Trịnh đến xâm lấn, Kiều xin đóng cọc ngăn cửa biển Nhật Lệ, để chống lại. Chúa dùng kế ấy, được hơn mười ngày, quân Trịnh hơi trễ nải, quân Nguyễn đột chiến xông ra đánh dữ, quân Trịnh tan chạy.
Năm 1640, hàng tướng Trịnh là Nguyễn Khắc Loát làm phản, quấy rối châu Nam Bố Chính. Chúa Nguyễn sai Cửu Kiều cùng Trương Phước Phấn đem quân đánh đuổi, lấy được cả đất Bắc Bố Chính. Sau đó chúa Trịnh đưa thư nói Nguyễn và Trịnh là chỗ thế nghị và đòi lại chỗ đất đã bị xâm lấn. Chúa Nguyễn mới sai trả Bắc Bố Chính cho họ Trịnh.
Mùa xuân năm 1648, chúa Trịnh đem hết quân miền Bắc vào đánh cửa biển Nhật Lệ, Cửu Kiều sai Nguyễn Triều Văn đem binh thuyền chống cự nhưng không đánh thắng được. Đàng Ngoài cậy quân nhiều, tiến đóng Võ Xá. Chúa Nguyễn Phúc Nguyên sai Thế tử Nguyễn Phúc Tần đem quân đi đánh, được toàn thắng.
Năm 1655 tướng Trịnh giữ châu Bắc Bố Chính là Phạm Tất Đồng đưa quân quấy rối ngoài biên, hai tướng của Đàng Trong là Tiết chế Nguyễn Hữu Tiến và Đốc chiến Nguyễn Hữu Dật đem quân đi đánh, sai Xuân Sơn làm tiền phong hạ đạo, Cửu Kiều đem quân đi, cũng lệ thuộc vào đấy. Quân Nguyễn tiến đánh ra tận Hà Trung, quân Trịnh thua chạy. Cửu Kiều đem thủy quân tiến đóng bờ nam sông Đàm, chiêu phủ hai huyện Kỳ Anh, Thạch Hà, quân và dân miền Bắc về hàng chúa Nguyễn ngày càng đông.
Mùa hè năm 1656, quân chúa Nguyễn tiến đến sông Lam, Cửu Kiều kiêm lĩnh chức Thủy sư Phó tướng cùng Tham tướng Tôn Thất Tráng đem binh thuyền thẳng đến cửa biển Đan Nha (tức cửa Hội) phá tan được thủy binh nhà Trịnh. Gặp lúc thủ lĩnh miền núi là Phù Dương đem binh miền thượng đánh quân của tướng Trịnh là Đào Quang Nhiêu. Quân Trịnh ập đến, quân Phù Dương thua. Cửu Kiều đem quân đến cố sức đánh, chém được tướng miền Bắc là Tào Nham và Diễn Thọ tại trận. Cửu Kiều cũng bị thương nặng, về Quảng Bình thì chết, thọ 98 tuổi.

## Tưởng niệm
Nghe tin Nguyễn Cửu Kiều chết, Chúa tặng phong Đặc tiến Phụ quốc thượng tướng quân, Tả quân Đô đốc phủ Tả đô đốc, Nghĩa quận công. Mộ táng tại núi Bạch, xã Lộc Điền, huyện Phú Lộc, Thừa Thiên - Huế. Chúa lại cho lập đền thờ ở xã Dương Xuân (khu vực Gành Đá, huyện Hương Thủy, Thừa Thiên - Huế), cấp cho 50 người coi mộ.
Đền thờ Nguyễn Cửu Kiều tại Dương Xuân bị tàn phá trong chiến tranh giữa nhà Nguyễn với Tây Sơn. Sau khi vua Gia Long lên ngôi, người cháu đời thứ 5 của Nguyễn Cửu Kiều là Nguyễn Phúc An (tước Chánh vệ úy vệ Hổ uy quân Thần sách, Khâm sai Lưu thủ Quảng Trị), vốn theo hầu vua Gia Long, đã về làng Vân Dương, Hương Thủy, quyên góp tiền bạc xây dựng lại từ đường trên phần đất mới nằm trên bờ nam sông Như Ý.

Trong từ đường có treo đôi câu đối của chúa Nguyễn Phúc Chu ban tặng Võ Trung hầu Nguyễn Cửu Thế (cháu nội Cửu Kiều) năm 1709, sau khi ông giúp chúa dẹp loạn (em của Cửu Thế là Khâm Minh hầu Nguyễn Cửu Ta mưu phản):
“Vi đống vi lương, trọng trấn Nam triều lương
Thí kim thí ngọc, nhiệm ngô quốc lão điện bàn an”
Năm Tự Đức thứ 2 (1849), từ đường được vua ban tặng bức hoành phi ghi 4 chữ “Nhất môn trung nghĩa” (Một nhà trung nghĩa).
Năm 2022, Ủy ban nhân dân tỉnh Thừa Thiên Huế ra quyết định xếp hạng Lăng mộ Nguyễn Cửu Kiều và Công nữ Ngọc Đỉnh (xã Lộc Điền, huyện Phú Lộc) thành di tích lịch sử cấp tỉnh.

## Gia đình
Nguyễn Cửu Kiều có hai trai là Ứng và Dực. Ứng khéo bắn súng lớn, ban đầu làm Cai cơ, quản cơ Tả Trung kiên, làm dần đến Trấn thủ doanh Bố Chính. Khi tại chức, làm chính sự, chuộng hòa, rất có thành tích. Rồi được trao chức Chưởng cơ, lĩnh việc trấn như cũ. Dần thăng đến Chưởng doanh, Thống suất đạo Lưu Đồn. Vì con của Nguyễn Cửu Ứng là Khâm chơi nghịch phạm pháp, nên Nguyễn Cửu Ứng phải tội lây, bị miễn chức. Sau đó được khởi phục lại làm Trấn thủ Quảng Bình, mộ lính lập cơ Trung Kiên, thuyền Thắng Trụ. Năm 1705, mùa thu, Nguyễn Cửu Ứng chết, thọ 72 tuổi, được tặng Khiêm cung công thần, Đặc tiến phụ quốc thượng tướng quân Tả quân Đô đốc Chưởng phủ sự, Trấn Quận công. Dân xã Trung Kiên, tỉnh Quảng Bình, nhớ ơn lập đền thờ.
Con thứ ba của Cửu Ứng là võ tướng Nguyễn Cửu Thế, được lấy công chúa Ngọc Phượng, lúc mất được truy tặng Tán trị công thần, Đặc tiến Khai phủ phụ quốc Thượng tướng quân, Trấn thủ, Hữu quân Đô thống phủ Đô đốc Thiếu phó Trung quốc công, cho lập đền thờ ở xã Vân Dương (Hương Thủy, Thừa Thiên - Huế).
Cửu Thế có 3 con trai là Quý, Thông và Pháp. Quý làm đến Ngoại hữu Chưởng doanh, tặng phong Tá lý công thần, Tả quân Đô đốc. Thông trước làm Cai đội, giữ quân cấm vệ, dần thăng đến Nội tả Chưởng cơ, lại lên Chưởng doanh, được tặng tước Trấn phủ Kính quận công.